# Stinol
Stinol (in cirillico: Стинол) è un'azienda russa produttrice di elettrodomestici di proprietà della multinazionale italiana Indesit Company.
Nasce nel 1988 a Lipeck come dipartimento della Novolipetsk Steel per la produzione di impianti per la refrigerazione. La costruzione dello stabilimento avviene nel 1989 e viene  commissionato all'azienda italiana Merloni Progetti.
Nel 1993 assume la denominazione Stinol che è acronimo di STal'Iz NOvoLipecka (СТаль Из НОвоЛипецка), che significa "acciaio Novolipeck", filiale della OAO  Novolipeck Steel, e avvia la sua produzione.
L'azienda diviene rapidamente il primo produttore russo di elettrodomestici, e nel 1996 produceva ben 1 milione tra frigoriferi e congelatori, e conquistava oltre il 40% del mercato nazionale.
Nel 2000 l'azienda viene acquistata dalla Merloni Elettrodomestici per 120 milioni di dollari americani, operazione che consente al gruppo di Fabriano di diventare immediatamente leader assoluto nel mercato degli elettrodomestici bianchi in Russia (quota di mercato del 35% nel 2001) e negli altri paesi dell'Europa Orientale.
La fabbrica che produce elettrodomestici del freddo con i marchi Stinol e Indesit destinati al mercato russo ed esteuropeo, conta circa 6.000 addetti. È prevista la costruzione di un nuovo impianto produttivo per la produzione di cucine.